# 투발루 요리

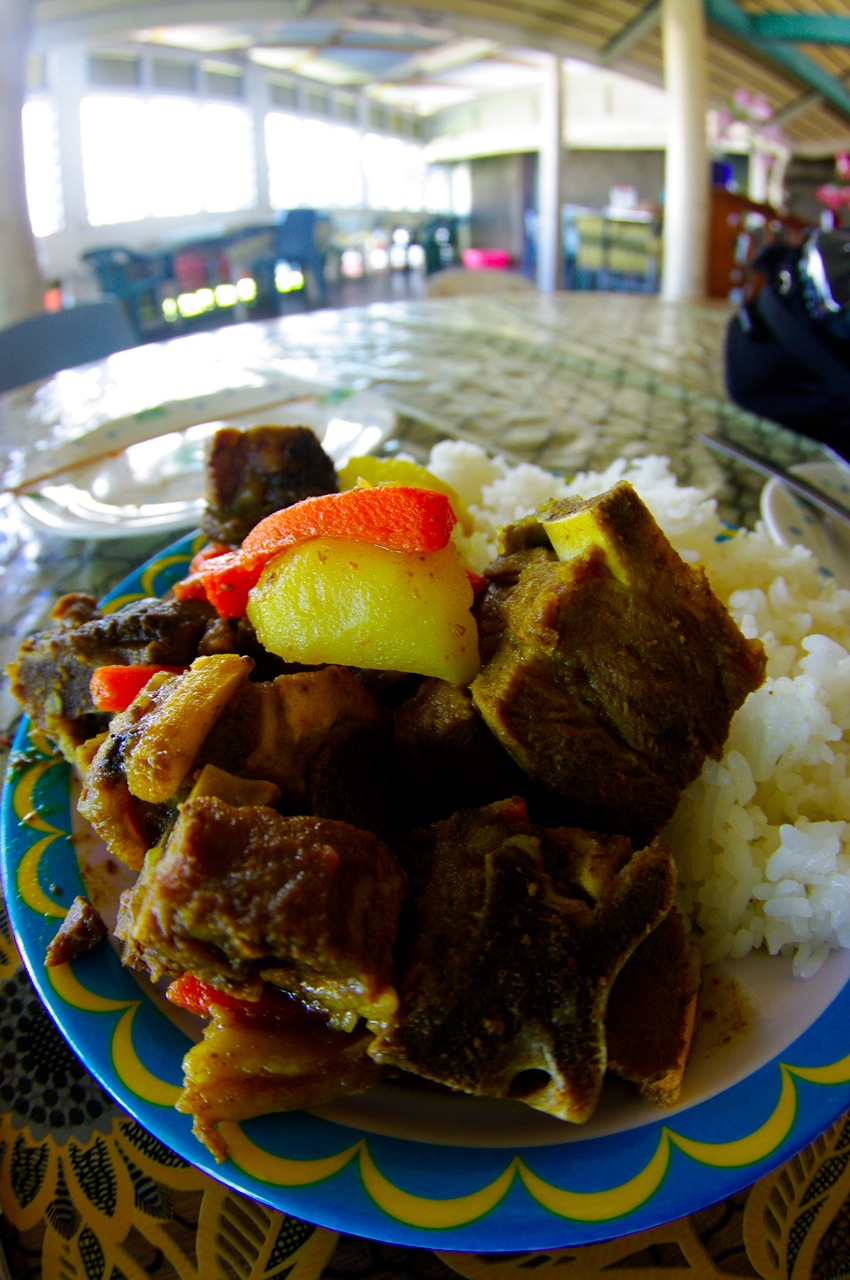

투발루 요리(Tuvalu 料理, 투발루어: meakai faka-Tuvalu 메아카이 파카투발루, 영어: Tuvaluan cuisine 투벌루언 퀴진[*])는 폴리네시아 지역에 있는 투발루의 요리이다.

## 같이 보기
- 폴리네시아 요리